# Zooropa
Zooropa je osmé studiové album irské rockové skupiny U2. Jeho nahrávání probíhalo od února do května 1993 ve studiích Windmill Lane Studios, The Factory a Westland Studios v Dublinu. Jeho producenty byli Flood, Brian Eno a The Edge a album vyšlo v červenci 1993 u vydavatelství Island Records.

## Seznam skladeb
| Pořadí         | Název                                  | Délka |
| -------------- | -------------------------------------- | ----- |
| 1.             | Zooropa                                | 6:31  |
| 2.             | Babyface                               | 4:01  |
| 3.             | Numb                                   | 4:20  |
| 4.             | Lemon                                  | 6:58  |
| 5.             | Stay (Faraway, So Close!)              | 4:58  |
| 6.             | Daddy's Gonna Pay for Your Crashed Car | 5:20  |
| 7.             | Some Days Are Better Than Others       | 4:17  |
| 8.             | The First Time                         | 3:45  |
| 9.             | Dirty Day                              | 5:24  |
| 10.            | The Wanderer                           | 5:41  |
| Celková délka: | Celková délka:                         | 51:15 |

## Obsazení
U2
- Bono – zpěv, kytara
- The Edge – kytara, klavír, syntezátory, zpěv
- Adam Clayton – baskytara
- Larry Mullen, Jr. – bicí, perkuse, doprovodný zpěv

Ostatní hudebníci
- Brian Eno – syntezátory, klavír, doprovodný zpěv, harmonium, elektronické efekty
- Des Broadbery – elektronické efekty
- Flood – elektronické efekty
- Johnny Cash – zpěv